# Labeobarbus nedgia
Labeobarbus nedgia és una espècie de peix pertanyent a la família dels ciprínids.

## Descripció
- Fa 70,7 cm de llargària màxima.[2][3]

## Alimentació
Els exemplars menors de 15 cm de llargària mengen sobretot larves d'insectes, però llur dieta es diversifica a mesura que es fan més grossos: insectes adults, mol·luscs i detritus. Els individus més grans també es nodreixen de crancs del gènere Potamonautes i peixos.

## Hàbitat
És un peix d'aigua dolça, bentopelàgic i de clima tropical que viu entre 1-6 m de fondària.

## Distribució geogràfica
Es troba a Àfrica: el llac Tana i d'altres indrets d'Etiòpia.

## Costums
És bentònic.

## Observacions
És inofensiu per als humans.